# Куош, Уильям
Уильям Фрэнсис Паттерсон Куош (англ. William Francis Patterson Quash; 27 декабря 1868, Баркинг, Большой Лондон — 17 мая 1938, Баркинг, Большой Лондон) — английский футболист, чемпион летних Олимпийских игр 1900.
На Играх 1900 в Париже Куош входил в состав британской футбольной команды. Его сборная выиграла в единственном матче у Франции со счётом 4:0 и заняла первое место, выиграв золотые медали.